# 데이비드 제임스 엘리엇
데이비드 제임스 엘리엇(David James Elliott, 1960년 9월 21일 ~ )는 캐나다의 배우이다.

## 출연 작품

### 영화
- 리사 맥비 납치 사건 (2018)
- 어페어즈 오브 스테이트 (2018)
- 카메라 스토어 (2016)
- 배틀 스카스 (2015)
- 트럼보 (2015)
- 던 패트롤 (2014)
- Rufus (2012)
- 컨파인드 (2010)
- 테러 트랩 (2010)
- 구비 (2009)
- 더 레인보우 트라이브 (2008)
- 임팩트 (2008)
- 코드 11-14 (2003)
- 난폭한 여의사 (2001)
- 클럭워처스 (1997)
- 홀리데이 어페어 (1996)
- 리썰 참 (1991)
- 아미티빌 4 (1989)
- 빅 타운 (1987)

### 텔레비전
- Knots Landing (1992)
- JAG (1995-2005)
- 시카고 특별수사대 (1993-94, The Untouchables)
- Close to Home (2006-07)
- The Storm (2009)
- GCB (2012)